# Andreas Pinkwart
Andreas Pinkwart, né le 18 juillet 1960 à Neunkirchen-Seelscheid, est un homme politique allemand membre du Parti libéral-démocrate (FDP), dont il est vice-président fédéral.
Ancien chef de cabinet de Hermann Otto Solms lorsqu'il présidait le groupe FDP au Bundestag, il est élu en 2002 président de la fédération du FDP en Rhénanie-du-Nord-Westphalie, puis député fédéral au Bundestag. En 2003, il devient vice-président fédéral du parti sous la présidence de Guido Westerwelle, avant d'être choisi, deux ans plus tard, comme Vice-Ministre-président et ministre de la Recherche de Rhénanie-du-Nord-Westphalie dans la coalition noire-jaune de Jürgen Rüttgers. Il renonce à ce poste en 2010, avec l'arrivée au pouvoir d'un gouvernement rouge-vert minoritaire.

## Éléments personnels

### Formation
Après avoir passé son Abitur en 1979 dans sa ville natale, il effectue pendant deux ans une formation professionnelle de banquier à la Dresdner Bank, puis entreprend, en 1981, des études supérieures de sciences économiques et des affaires à l'université de Münster. Il les achève à Bonn six ans plus tard par l'obtention d'un diplôme d'économiste. En 1991, il reçoit un doctorat d'économie de l'université de Bonn.

### Carrière
Il commence à travailler en 1987, comme associé de recherche à l'Institut de recherche sur les petites et moyennes entreprises de l'université de Bonn et pour le groupe FDP au Bundestag. En 1991, il devient pour trois ans chef de cabinet d'Hermann Otto Solms, nouveau président du groupe parlementaire fédéral du FDP, avant d'obtenir un poste de professeur de sciences économiques et des affaires à l'école supérieure d'administration publique de Rhénanie-du-Nord-Westphalie, en 1994.
Il renonce à cet emploi en 1997, et devient en 1998 professeur des universités de sciences des affaires à l'université de Siegen.

## Vie politique

### Carrière militante
Il adhère au Parti libéral-démocrate (FDP) en 1980, et est élu douze ans plus tard président de la fédération du parti dans l'arrondissement de Rhin-Sieg. Il est désigné, en 1996, vice-président du FDP de Rhénanie-du-Nord-Westphalie, puis entre l'année suivante au comité directeur fédéral, qu'il quitte en 1999. Il y fait son retour en 2001.
Il est élu président du FDP de Rhénanie-du-Nord-Westphalie en décembre 2002, à la suite de la démission forcée de Jürgen W. Möllemann, et renonce alors à la direction de la fédération de l'arrondissement de Rhin-Sieg. Il devient vice-président fédéral un an plus tard, sous la présidence de Guido Westerwelle. En octobre 2010, il décide de renoncer à l'ensemble ces fonctions, et de se retirer de la vie politique. Le député fédéral Daniel Bahr lui succède à la tête de la fédération régionale du FDP.

### Parcours institutionnel

#### Député fédéral
Après avoir siégé, pendant dix ans à compter de 1989, à l'assemblée (Kreistag) de l'arrondissement de Rhin-Sieg, il est élu, aux élections fédérales de 2002, député fédéral de Rhénanie-du-Nord-Westphalie au Bundestag, où il occupera notamment la présidence du groupement des députés FDP élus dans le même Land que le sien ainsi que les postes de porte-parole du groupe FDP sur la politique budgétaire et coordinateur des députés libéraux à la commission des Finances, à partir d'août 2004.

#### En Rhénanie-du-Nord-Westphalie
Le 24 juin 2005, Andreas Pinkwart est nommé ministre de l'Innovation, de la Science, de la Recherche et de la Technologie, et Vice-Ministre-président, du Land de Rhénanie-du-Nord-Westphalie dans la coalition noire-jaune formée par le nouveau Ministre-président chrétien-démocrate Jürgen Rüttgers, qui met ainsi fin à trente-neuf années de pouvoir du Parti social-démocrate d'Allemagne (SPD). Il démissionne du Bundestag quatre jours plus tard.

##### Élections de 2010
À l'occasion des élections législatives régionales du 9 mai 2010, il est désigné chef de file du FDP, et se voit donc chargé d'en mener la campagne. Le jour du scrutin, il améliore son score à la marge en ne gagnant qu'un siège par rapport à 2005, totalisant désormais 13 députés. La CDU de Rüttgers ayant subi un recul de près de dix points, la reconduction de l'alliance au pouvoir s'avère impossible. La chef de file sociale-démocrate, Hannelore Kraft, envisage alors de s'allier avec les Verts et les libéraux, une hypothèse initialement rejetée par le FDP. À la suite d'une intervention du président fédéral, Guido Westerwelle, les libéraux acceptent de reprendre les négociations, qui finissent cependant par échouer. Pinkwart, dont le mandat au gouvernement avait pris fin avec la législature, le 8 juin, continue toutefois d'assurer l'intérim jusqu'au 14 juillet, date de l'investiture par le Landtag, où il est élu député, d'un gouvernement rouge-vert minoritaire.